# 竹溪镇
竹溪镇，是中华人民共和国重庆市开州区下辖的一个乡镇级行政单位。

## 行政区划
竹溪镇下辖以下地区：
荷花街社区、竹溪村、团凤村、三升村、春秋村、石碗村、高峰村、大坪村、大海村、夫坪村、白云村、青吉村、灵泉村、大塆村和平溪村。